# Яблунька (притока Постолової)
Я́блунька — річка в Україні, у Калинівському районі Вінницької області, ліва притока Постолової (басейн Південного Бугу).

## Опис
Довжина річки приблизно 4 км. На деяких ділянках пересихає.

## Розташування
Бере початок на південному сході від Байківки. Тече переважно на північний захід і на південно-східній околиці Іваніва (колишнє містечко Янів) впадає в річку Постолову, ліву притоку Південного Бугу.